# Claygate
Claygate es un pueblo y la única parroquia civil del distrito de Elmbridge, en el condado de Surrey (Inglaterra).

## Geografía
Según la Oficina Nacional de Estadística británica, Claygate tiene una superficie de 4,71 km². Esto supone el 4,95 % de la superficie total del distrito.

## Demografía
Según el censo de 2001, Claygate tenía 6492 habitantes (47,87 % varones, 52,13 % mujeres) y una densidad de población de 1378,34 hab/km². El 22,1 % eran menores de 16 años, el 68,07 % tenían entre 16 y 74 y el 9,83 % eran mayores de 74. La media de edad era de 40,85 años. Del total de habitantes con 16 o más años, el 20,76 % estaban solteros, el 64,27 % casados y el 14,97 % divorciados o viudos.
El 87,17 % de los habitantes eran originarios del Reino Unido. El resto de países europeos englobaban al 3,45 % de la población, mientras que el 9,38 % había nacido en cualquier otro lugar. Según su grupo étnico, el 95,49 % eran blancos, el 1,63 % mestizos, el 1,22 % asiáticos, el 0,25 % negros, el 0,37 % chinos y el 1,05 % de cualquier otro. El cristianismo era profesado por el 77,5 %, el budismo por el 0,59 %, el hinduismo por el 0,59 %, el judaísmo por el 0,54 %, el islam por el 0,97 %, el sijismo por el 0,05 % y cualquier otra religión por el 0,34 %. El 13,59 % no eran religiosos y el 5,85 % no marcaron ninguna opción en el censo.
2861 habitantes eran económicamente activos, 2787 de ellos (97,41 %) empleados y 74 (2,59 %) desempleados. Había 2577 hogares con residentes, 70 vacíos y 5 eran alojamientos vacacionales o segundas residencias.